# Lucy (film)
A Lucy 2014-ben bemutatott francia sci-fi-akciófilm, melyet Luc Besson írt és rendezett, valamint a feleségével, Virginie Silla-val állította elő az Europacorp cégnél. A főszereplők Scarlett Johansson, Morgan Freeman, Amr Waked és Cshö Minsik.
A filmet Franciaországban 2014. augusztus 6-án mutatták be, Magyarországon egy nappal később, augusztus 7-én magyar szinkronnal. A film 2014. július 25-én jelent meg az Amerikai Egyesült Államokban, és bevételi szempontból sikeresen teljesített, ugyanis a bruttósított bevétele több mint 458 millió dollár lett, amellyel jelentősen meghaladta a 40 millió dolláros költségvetését.
Többnyire pozitív értékeléseket kapott a kritikusoktól, akik dicsérték Johansson filmbeli teljesítményét. A Metacritic oldalán a film értékelése 61% a 100-ból, ami 45 véleményen alapul. A Rotten Tomatoeson a Lucy 66%-os minősítést kapott, 194 értékelés alapján.
A film forgatási helyszínei: Párizs, New York City és Tajpej.

## Történet
|  | Alább a cselekmény részletei következnek! |

A mit sem sejtő Lucy-t (Scarlett Johansson) a barátja arra kéri, hogy szállítson le egy aktatáskát egy helyre, ahol túszul ejti őt a könyörtelen Mr. Jang (Min-sik Choi). A gengszter emberei egy szintetikus kábítószert (CPH4) tartalmazó tasakot operálnak a lány hasába, és arra kényszerítik, hogy csempéssze át a határon. A tasak megsérül, a szer a szervezetébe kerül, aminek hatására Lucy emberfeletti tulajdonságokra tesz szert. A lány Samuel Norman professzorhoz (Morgan Freeman) fordul segítségért, aki több évtizede foglalkozik az emberi agy és a benne rejlő lehetőségek feltérképezésével, és ő az egyetlen, aki meg tudja válaszolni, hová vezet mindez. Korábbi fogvatartóival a nyomában Lucy hamarosan menekültből üldözővé válik, és olyan harcossá fejlődik, amely emberi ésszel már-már felfoghatatlan.
|  | Itt a vége a cselekmény részletezésének! |

## Szereplők
| Színész              | Szereplő             | Magyar hang       |
| -------------------- | -------------------- | ----------------- |
| Scarlett Johansson   | Lucy                 | Bánfalvi Eszter   |
| Morgan Freeman       | Norman professzor    | Papp János        |
| Amr Waked            | Pierre Del Rio       | Széles Tamás      |
| Cshö Minsik          | Mr. Jang             | eredeti nyelven   |
| Analeigh Tipton      | Caroline             | Andrusko Marcella |
| Pilou Asbæk          | Richard              | Király Attila     |
| Julian Rhind-Tutt    | Angol sebész         | Viczián Ottó      |
| Jan Oliver Schroeder | Francia drogszállító | Széll Attila      |
| Luca Angeletti       | Olasz drogszállító   | ?                 |

További magyar hangok: Zöld Csaba, Törköly Levente, Péter Richárd, Málnai Zsuzsa, Bozó Andrea, Vári Attila, Kossuth Gábor, Koncz István, Joó Gábor, Haagen Imre, Bárány Virág, Czető Roland